# Ahilova peta
Ahilova peta je usodna slabost nekoga ali nečesa močnega in nepremagljivega, ki lahko povzroči njegov propad. Izraz izhaja iz grške legende o Ahilu, junaškemu bojevniku, ki je veljal za nepremagljivega. Kot dojenčku mu je bilo po legendi prerokovano, da bo umrl zaradi puščice v nogi, zato ga je po eni od različic mita njegova mati Tetija potopila v reko Stiks, kar naj bi mu dalo nadnaravno neranljivost. Vendar ga je, ko ga je potopila z glavo navzdol, držala za peto, ki se zato ni zmočila. Ahil je zmagal v številnih bitkah, dokler ga ni v eni od bitk trojanske vojne v peto ustrelil Paris, z Apolonovo pomočjo. Ta dogodek ni opisan v Iliadi, temveč se pojavi šele kasneje v grški in rimski poeziji ter dramatiki.
Danes nosi Ahilovo ime tudi Ahilova kita oz. tetiva, ki povezuje troglavo mečno mišico s petnico.